# ضمانت‌نامه
'ضمانت نامه یا پشتوانه که ریشه آن٬ ضمانت٬ به معنای پذیرش رفتاری٬ تاوان داری و پایندانی می‌باشد و با عنوان گارانتی و وارانتی نیز شناخته می‌شود٬ آن است که ارائه دهنده خدمات یا فروشنده  محصول در مقابل محصول یا خدماتی که ارائه می کند، معمولاً متعهد می‌شود در صورت نقض ادعای خود، حاضر به تعمیر یا تعویض کالا یا پرداخت مبلغی خواهد شد. نقض عهد زمانی اتفاق می‌افتد که این تعهد به نحوی اجرا نشود، یعنی کالا نقصی داشته باشد یا مطابق میل یا انتظار مشتری نباشد.
چرایی ارائه ضمانت نامه:
با گسترش رقابت میان سازمان‌ها و به منظور در اختیار گرفتن مشتریان رقبا، سازمان‌ها به ارائه خدمات متفاوت روی‌ آوردند تا به این ترتیب موجب جذب بیشتر مشتریان بازار شوند. ضمانت‌نامه‌ها به این منظور ایجاد شده و با افزایش میزان رقابت، خدمات ارائه شده به مشتریان در ضمانت‌نامه‌ها نیز افزایش یافت.

## انواع ضمانت‌نامه
1. ضمانت‌نامه شرکت در مناقصه.
2. ضمانت‌نامه پیش پرداخت،
3. ضمانت‌نامه حسن انجام کار،
4. ضمانت‌نامه استرداد کسور وجه الضمان،
5. ضمانت‌نامه گمرکی،
6. ضمانت‌نامه تعهد پرداخت،
7. ضمانتنامه تعویض کالا

## گارانتی و وارانتی
تعاریف اشتباه:
عموما گارانتی و وارانتی با تعاریف و عناوین یکسان استفاده می‌شود.
گارانتی را تعویض و وارانتی را تعمیر می‌نامند
گارانتی را به هزینه سازمان و وارانتی را به هزینه شرکت منظور می‌کنند.
گارانتی را برای یک دوره کوتاه و وارانتی را دوره بلندتری می‌نامند.
وارانتی (Warranty) ضمانت نامه ، تضمینی است که تولید کننده یک محصول ، راجع به کیفیت و عملکرد آن محصول می دهد و اظهار نامه های مربوط به شرایطی که بر اساس آن در صورت نقص در محصول ، جایگزین یا تعمیر خواهد شد. ضمانت ممکن است اظهار شود ؛ به این معنی که ضمانت ممکن است به‌طور شفاهی یا کتبی نشان داده شود یا ممکن است به‌طور ضمنی بیان شود. به این معنی که تصور عمومی این است که محصول سالم و از شرایط کاری مناسب برخوردار است.

### گارانتی (Guarantee)
ضمانت یا اظهاریه ای - یا به صورت مکتوب و یا به صورت ضمنی - از سوی فروشنده کالا ، که در آن عملکرد مناسب محصول تضمین شده است . مطابق این تعریف گارانتی برای خدمات کاربرد دارد و وارانتی برای محصولات و کالاها. به‌طور مثال ضمانت نامه بانکی یا بانک گارانتی به معنای این است که بانک متعهد به پرداخت بدهی نفر دیگر است در صورتی‌که آن شخص بدهی خود را به ادا نکند. یا سازمانی گارانتی می‌کند که کارگران نظافت خود به درستی فعالیت خود را به اجرا در می‌آورند.
تعهد کتبی که چیزی دارای خصوصیت، مشخصات و یا کیفیت مشخصی می‌باشد یا می‌تواند نیازی را برآورده و یا رضایتمندی را بهمراه داشته باشد.
در نگاهی دقیقتر، گارانتی در واقع نوعی پشت گرمی برای مصرف‌کننده می‌باشد. جالب است بدانید که فلسفه و ایده گارانتی نه تنها در دنیای واقعی بلکه در بسیاری از مصنوعات بشری نیز کاربرد دارد. به عنوان مثال یک سیستم عامل کامپیوتر ممکن است به برنامه‌های اجرایی گارانتی بکند که هر لحظه که برنامه نیاز به حافظه بیشتر داشت، حافظه لازم در اختیار برنامه قرار بگیرد.

زمان وارانتی یا گارانتی
وارانتی و گارانتی در حقیقت یک پیشنهاد از سوی فروشنده (تولیدکننده)‌است که مشتری آن را به اختیار مورد موافقت خود قرار می‌دهد. همانگونه که در ابتدا گفته شد ضمانت‌نامه‌ها به عنوان یک ابزار بازاریابی و برای جذب و وفاداری بیشتر مشتریان بکار گرفته شد و لذا سازمان‌ها بنا به اندازه و توانشان نسبت به ارائه زمان گارانتی یا وارنتی خود اقدام می‌کنند. سازمانی که دارای بینه مالی مناسب باشد مي‌تواند برای محصولات خود ۵ سال وارانتی ارائه داده و در عین حال سازمان ضعیف‌تر میزان خدمات رایگان خود را کوتاه‌تر در نظر گرفته می‌شود.
دو نوع سازمان وجود دارد که تحت هیچ شرایطی حاضر به ارائه خدمات گارانتی یا وارانتی نمی‌باشند. ۱- سازمان‌هایی که دارای بنیه مالی ضعیفی بوده و قلیلی از مشتریان را به عنوان بازار هدف خود انتخاب کرده‌اند. ۲- سازمان‌هایی که به برند و محصول و کیفیت خود ایمان داشته و از راه ارائه ضمانت‌نامه بدنبال جذب مشتریان خود نیستند. برخی از خودروهای انگلیسی را می‌توان در این گروه قرار داد.
با این توضیحات، مشخص می‌گردد که میزان زمان وارانتی و گارانتی کاملاً اختیاری بوده و سازمانی که دوره‌ای را برای ضمانت‌نامه خود انتخاب می‌کند باید بین دو پارامتر نارضایتی مشتریان و یا هزینه‌های جل رضایتمندی به یک شاخص نرمال برسد.

#### انواع گارانتی

##### گارانتی تصریحی (بیان شده)
گارانتی صریح عموماً ضمانتی است از طرف فروشنده محصول که در آن میزان کیفیت یا عملکرد آن محصول تضمین شده و مشخص شده تحت چه شرایطی آن کالا می‌تواند بازگشت داده شده، تعویض یا تعمیر شود. معمولاً این تضمین به عنوان فرم مخصوصی تحت عنوان وارانتی همراه با محصول خریداری شده تحویل داده می شود. البته در برخی موارد طبق قانون، وارانتی بر حسب ادعای کارخانه سازنده در مورد محصول آن قرار داده می شود، مانند ادعاهایی که در تبلیغات تلویزیونی برای معرفی محصول مطرح می‌شوند و باید این ادعاها کاملاً مطابق کالای ارائه شده در بازار باشند. معمولاً سند گارانتی به خریدار این تضمین را می‌دهد که محصول خریداری شده کیفیت خوبی داشته و کمبودی از نظر «مواد سازنده و طرز کار» نخواهد داشت. می‌توان برای خدمات نیز گارانتی صادر کرد. برای مثال تعمیرگاه ماشین ضمانت می کند تا ۹۰ روز بعد از خرید آن، گارانتی تعمیر خواهد داشت.

گارانتی تصریحی می‌تواند به صورت لفظی و کتبی داده شود. در آمریکا فروشنده می‌تواند از جمله خاصی برای تبلیغ کالای خود استفاده کند که معمولاً از آن به عنوان تبلیغات پر سر و صدا یا غلو یاد می‌شود و خریدار تنها نمی‌تواند مبنای خرید کالا را بر پایه آن بگذارد. برای مثال «این چاقوی پوست کن بهترین چاقوی روی زمین است» مسلماً تنها یک غلو است و در عوض جمله‌ای مانند «این چاقوی پوست کن هرگز به تیز کردن نیاز نخواهد داشت» نوعی گارانتی تصریحی است که تا زمانی که از آن برای کار دیگری استفاده نشود، نیازی به تیز کردن نخواهد داشت. در برخی کشورهای دیگر (مانند انگلستان، کانادا و تایوان) قوانین حمایت از مصرف‌کنندهوجود دارند که مانع تبلیغات با واژه‌های غیرواقعی یا غیرقابل اثبات برای معرفی کالا می‌شوند.

برخی نیز با سوء استفاده از نام تجاری معروف دیگری گارانتی تصریحی صادر می‌کنند، که به آن «به نام دیگری معامله کردن» می‌گویند؛ در این حالت منبع و کیفیت کالا به درستی معرفی نشده‌است.

##### گارانتی تلویحی (بیان نشده)
گارانتی ضمنی معمولاً در معاملات به کار می‌رود و با گارانتی صریح کمی متفاوت است. مثلاً در مورد گارانتی قابل فروش بودن در بازار، فروشنده ادعا می‌کند که نارنگی‌هایی که می‌خواهد بفروشد سالم هستند، اما اگر تنها ظاهر سالمی داشته باشند و از داخل گندیده باشند، آن را نقض کرده‌است.

نوع دیگر گارانتی مطابقت با منظور خاصی است. مثلاً فروشنده گارانتی می کند که لاستیکی که برای خریدار می فرستد، مخصوص برف است و اگر این‌گونه نباشد، آن را نقض کرده و خریدار می‌تواند آن را پس بفرستد.

##### گارانتی مادام العمر
گارانتی مادام العمر نوعی گارانتی مطابق با طول عمر استفاده محصول در اختیار مشتری می‌باشد. به این معنی که این گارانتی تا زمانی که محصول در اختیار مشتری می‌باشد دارای گارانتی می‌باشد که می‌تواند تا پایان عمر مشتری نیز باشد. به محض اینکه مالکیت کالا تغییر کند محصول فاقد گارانتی خواهد شد. سازمان‌ها به این ترتیب به دنبال جذب و وفاداری مشتریان خود هستند.
در تجارت خرده فروشی، لفظ گارانتی یا گارانتی مطول، به تضمین قابل اعتماد بودن محصول در شرایط استفاده معمولی گفته می‌شود. به آن گارانتی «مطول» می‌گویند چرا که شامل ایرادهایی که ممکن است بعد از زمان خرید ایجاد شوند نیز می‌شود. اگر این محصول در مدت زمان مشخصی بعد از خرید اشکال پیدا کند، کارخانه سازنده یا توزیع‌کننده باید آن را تعویض یا تعمیر کرده یا پول آن را پس بدهد. معمولاً در این حالت گارانتی شامل مسائلی مانند حوادث غیرمترقبه، استفاده اشتباه، خراب کردن تعمدی، استفاده تجاری یا مسائل این چنینی نمی شود. در اغلب گارانتی‌ها، قسمت‌هایی که معمولاً فرسوده می شوند و باید بعد از مدتی استفاده تعویض شوند (مثل تایر ماشین) از گارانتی حذف می‌شوند. گارانتی مطول معمولاً روی قیمت کالا محاسبه شده یا هزینه اضافه‌ای برای آن اخذ می‌شود و می‌تواند گارانتی مادام العمر برای محصول به حساب بیاید.

شرکت‌های سازنده یا توزیع‌کننده معمولاً هزینه‌ای برای اجرای تعهد خود برای کالاهای تحت گارانتی شان اختصاص می‌دهند. برخی شرکت‌ها نیز هستند که گارانتی مطول روی کالاهای مشخصی ارائه می‌دهند که به عنوان بیمه قرارداد نیز شناخته می‌شود.